# 扎魯德齊
49°58′21″N 23°57′53″E / 49.97250°N 23.96472°E
扎魯德齊（烏克蘭語：Зарудці），是烏克蘭西部的村莊，隸屬利維夫州的利維夫區。該村始建於1386年，面積8.75平方公里，2023年人口350，人口密度每平方公里83.09人。